# Kurt Ernst von Welck
Kurt Ernst Freiherr von Welck, auch Curt Ernst Freiherr von Welck, (* 27. August 1873 in Riesa; † 18. Mai 1944 in Leipzig) war ein deutscher Amtshauptmann.

## Leben und Wirken
Welck stammte aus dem sächsischen Adelsgeschlecht der Freiherren von Welck und war des zwölfte Kind von Kurt Heinrich von Welck (1827–1908), dem Besitzer des Rittergutes Riesa, auf dem Kurt Ernst 1873 geboren wurde. Der sächsischen Rittergutsbesitzer und Politiker Curt Robert von Welck war sein Großvater.
Nach dem Militärdienst, aus dem er als Oberleutnant der Reserve des 1. Jägerbataillons Nr. 12 entlassen wurde, arbeitete Welck zunächst als Regierungsamtmann an der Amtshauptmannschaft Freiberg im Erzgebirge. Während des Ersten Weltkrieges war er als Regierungsrat an der Kreishauptmannschaft Chemnitz tätig. Ab 1917 war er Amtshauptmann der Amtshauptmannschaft Glauchau und blieb auch nach der Machtergreifung der Nationalsozialisten 1933 im Amt. Er gehörte zu den Mitgliedern der Zwickauer Konferenz, einer Zusammenkunft von Amtshauptmännern bzw. Landräten, die sich sowohl in der Zeit der Weimarer Republik als auch im Dritten Reich zum Erfahrungsaustausch trafen. Am 29. Juni 1933 empfing er den sächsischen Innenminister Karl Fritsch im Rahmen einer Kundgebung in der Stadthalle, um zu verkünden, dass Glauchau nunmehr nationalsozialistisch sei. Welck gehörte u. a. dem Ehrenausschuss des Deutschen Vereins gegen der Alkoholismus an.
Im November 1937 erfolgte seine Versetzung in den Wartestand und im September 1938 in den Ruhestand. Zu diesem Zeitpunkt war er 65 Jahre alt.